# A Sawmill Hazard
A Sawmill Hazard è un cortometraggio muto del 1913 diretto da J.P. McGowan. Prodotto dalla Kalem Company e distribuito dalla General, il film aveva come interpreti Earle Foxe, Alice Hollister, Helen Lindroth, Robert G. Vignola.

## Produzione
Il film fu prodotto dalla Kalem Company.

## Distribuzione
Distribuito dalla General Film Company, il film - un cortometraggio in una bobina - uscì nelle sale cinematografiche degli Stati Uniti l'11 gennaio 1913.